# Audrey Morris
Audrey Morris (* 12. November 1928; † 1. April 2018 in Chicago) war eine US-amerikanische Jazzsängerin und Pianistin, die in Chicago aktiv war und sich auf Jazzballaden spezialisiert hatte.

## Leben und Wirken
Morris wuchs in der Chicagoer South Side auf und hatte in ihrer Kindheit klassischen Klavierunterricht. Durch die Radiosendungen von Your Hit Parade kam sie dazu, sich mit Songs zu beschäftigen. In ihrer Schulzeit schrieb sie Songtexte; zu ihren Vorbildern gehörten Billie Holiday, Lee Wiley, Mildred Bailey und Peggy Lee. 1950 begann sie in der Capitol Lounge aufzutreten; 1954 wechselte sie in den neu eröffneten Nachtclub Mister Kelly's. 1955 sang sie bei Charlie Spivak; 1956 bei Claude Thornhill in einer NBC-Fernsehshow („Moonlight in Vermont“). Ein erstes Album nahm sie 1955 für das kleine RCA-Sublabel Label X auf (Bistro Ballads, mit Johnny Pate); im folgenden Jahr für Bethlehem Records (The Voice of Audrey Morris mit Arrangements von Marty Paich). Die Gelegenheit, für Warner Brothers ein Album mit Film-Erkennungsmelodien aufzunehmen schlug sie aus. In den folgenden Jahren trat sie weiter auf lokaler Ebene auf; zunächst war sie Leiterin eines Trios im London House, einem Jazzpiano-Club, in dem auch Stars wie George Shearing und Oscar Peterson gastierten. Ende der 1960er-Jahre beschränkte sie ihre Auftritte zugunsten ihrer Familie; 1981 hatte sie wieder ein Engagement im Palmer House. 1985 erschien ihr Album Afterthoughts (mit Stu Genovese). Im Bereich des Jazz war sie zwischen 1955 und 2001 an zwölf Aufnahmesessions beteiligt. Morris starb im Alter von 89 Jahren im Presence Resurrection Medical Center im Viertel Norwood Park West.

## Diskografische Hinweise
- Film Noir (Fancy Faire, 1989)
- Songbirds Special (Blue Flame, 1990), mit Stu Genovese
- Look at Me Now (Audiophile, 1997)
- Round About (Southport, 1997), mit Joe Vito, Johnny Frigo
- The Saturn Sessions – Piano & Song (2001), mit Patti Wicks, William Roy